# Stann Creek
Stann Creek é um distrito de Belize com uma área de 2.176 km², sua capital é a cidade de Dangriga. No último censo realizado em 2022, a população do distrito era de 48.162 habitantes.
Além da capital, o distrito conta com 31 vilas, estas sendo: Alta Vista, Cow Pen, George Town, Hope Creek, Hopkins, Hummingbird Community, Independence, Kendall, Long Bank, Mango Creek, Maya Beach, Maya Center, Maya Mopan, Middlesex, Mullins River, Placencia, Pomona, Red Bank, Riversdale, San Juan, San Román, Santa Cruz, Santa Rosa, Sarawee, Seine Bight, Silk Grass, Sittee River, South Stann Creek, Steadfast e Valley Community.